# Pseudophoxinus
Genre
Pseudophoxinus est un genre de poissons téléostéens de la famille des Cyprinidae et de l'ordre des Cypriniformes. Ces espèces se rencontrent en Asie de l'Ouest.

## Liste des espèces
Selon FishBase (1 avril 2018) :
- Pseudophoxinus alii Küçük, 2007
- Pseudophoxinus anatolicus (Hankó, 1925)
- Pseudophoxinus antalyae Bogutskaya, 1992
- Pseudophoxinus atropatenus (Derjavin, 1937)
- Pseudophoxinus battalgilae Bogutskaya, 1997
- Pseudophoxinus burduricus Küçük, Gülle, Güçlü, Çiftçi & Erdogan, 2013
- Pseudophoxinus callensis (Guichenot, 1850)
- Pseudophoxinus caralis (Battalgil, 1942)
- Pseudophoxinus crassus (Ladiges, 1960)
- Pseudophoxinus drusensis (Pellegrin, 1933)
- Pseudophoxinus egridiri (Karaman, 1972)
- Pseudophoxinus elizavetae Bogutskaya, Küçük & Atalay, 2006
- Pseudophoxinus evliyae Freyhof & Özulug, 2010
- Pseudophoxinus fahrettini Freyhof & Özulug, 2010
- Pseudophoxinus firati Bogutskaya, Küçük & Atalay, 2006
- †Pseudophoxinus handlirschi (Pietschmann, 1933) - espèce éteinte selon l'IUCN
- Pseudophoxinus hasani Krupp, 1992
- Pseudophoxinus hittitorum Freyhof & Özulug, 2010
- Pseudophoxinus kervillei (Pellegrin, 1911)
- Pseudophoxinus libani (Lortet, 1883)
- Pseudophoxinus maeandri (Ladiges, 1960)
- Pseudophoxinus maeandricus (Ladiges, 1960)
- Pseudophoxinus mehmeti Ekmekçi, Atalay, Yogurtçuoglu, Turan & Küçük, 2015
- Pseudophoxinus ninae Freyhof & Özulug, 2006
- Pseudophoxinus punicus (Pellegrin, 1920)
- Pseudophoxinus sojuchbulagi (Abdurakhmanov, 1950)
- Pseudophoxinus syriacus (Lortet, 1883)
- Pseudophoxinus turani Küçük & Güçlü, 2014
- Pseudophoxinus zekayi Bogutskaya, Küçük & Atalay, 2006
- Pseudophoxinus zeregi (Heckel, 1843)

## Étymologie
Le nom de genre Pseudophoxinus, du grec ancien ψευδής, pseudês, « faux, erroné », a été choisi en référence à la ressemblance de ces espèces par rapport à celles du genre Phoxinus mais s'en différenciant notamment par la forme de la tête et du corps, la couverture complète de ce dernier par des écailles régulières et une épine dorsale non dentelée.

## Publication originale
- Bleeker, 1860 : De visschen van den Indischen Archipel, beschreven en toegelicht. Deel II. Ordo Cyprini, karpers. Acta Societatis Regiae Scientiarum Indo-Neêrlandicae, vol. 7, p. 1-492[4]  (traduction - texte intégral).